# Rafael Cauduro
Rafael Cauduro (Ciudad de México, 18 de abril de 1950-3 de diciembre de 2022) fue un artista plástico mexicano. A través de la pintura, la escultura y el dibujo, se posicionó como uno de los artistas contemporáneos de México más relevantes a nivel mundial. Estudió arquitectura y diseño industrial en la Universidad Iberoamericana. Su producción artística incluye: pinturas de gran formato, murales, escultura y vidrio, en lugares como la Suprema Corte de Justicia de la Nación, el Centro Cultural Los Pinos y el sistema de transporte colectivo Metro de la Ciudad de México. Fallece en su casa en Cuernavaca el 3 de diciembre de 2022

## Trayectoria
Estudió la licenciatura en Diseño industrial en la Universidad Iberoamericana de 1968-1972. Al fallecer su padre, Víctor Cauduro Zanatta, Cauduro se dedicó de lleno a la producción como pintor y logró tener su primera exposición en la Casa del Lago en 1976. Su obra se presenta por primera vez en el Museo del Palacio de Bellas Artes en 1984.

## Obra
- El mural Escenarios subterráneos. Metro de Londres- Metro de París, Sistema de Transporte Colectivo Metro (en la estación Insurgentes), inaugurado el 15 de octubre (1990).[6]
- Memorias, Centro Cultural Los Pinos, 1993[7]
- Mural sobre tela Historia en el Cabús, Secretaría de Comunicaciones y Transportes, Ciudad de México (1993)
- “Los siete crímenes mayores, un clamor por la justicia”[8] Suprema Corte de Justicia de la Nación[9] (2007-2009)
- El Condominio, Edificio Cauduro

## Exposiciones individuales (selección)
1976 Casa del Lago, Universidad Nacional Autónoma de México, Ciudad de México.
1984 Rafael Cauduro: Retrospectiva, Museo del Palacio de Bellas Artes, Ciudad de México.
1985 Surface and Illusion, Alex Rosenberg Gallery, Nueva York.
1991 Museo de Arte Moderno, Ciudad de México.
1992 Museo Casa Diego Rivera, Festival Internacional Cervantino, Guanajuato.
1995 Rafael Cauduro: De ángeles, calvarios, calaveras y otras calamidades, Sala Nacional del Museo del Palacio de Bellas Artes, Ciudad de México
2000 Rafael Cauduro: Ante ojos de dos miradas, Jardín Borda, Instituto de Cultura de Morelos, Cuernavaca
2021 Sutilezas del Lenguaje, Museo de Bellas Artes, Edo. México.
2022 Un Cauduro es un Cauduro, (es un Cauduro), Antiguo Colegio de San Ildefonso, Ciudad de México

## Crítica de su obra
Alberto Hijar en su análisis sobre Los siete crímenes mayores menciona: sobre el mural de Rafael Cauduro Los siete crímenes mayores en el edificio de la Suprema Corte de Justicia de la Nación significa crisis de vida para el muralismo.